# Taça Brasil-Inglaterra
A Taça Brasil-Inglaterra foi um Troféu colocado em disputa durante a partida entre Brasil e Inglaterra em 12 de maio de 1981 no mítico Estádio de Wembley.

## A Partida
Zico marcou o único gol da partida aos 12 minutos do primeiro tempo, a partida marcou a primeira vitória do Brasil em solo Britânico.

## Jogo
- 12 de maio de 1981

 Seleção Brasileira 1 X 0  Seleção Inglesa

## Premiação
| Taça Brasil-Inglaterra 1981 |
| Brasil                      |
| --------------------------- |
| BRASIL Campeão              |